# Бат (Северная Каролина)
Бат (англ. Bath) — город в Северной Каролине, расположен в прибрежном регионе Внутренние отмели в округе Бофорт. В 2000 году в городе проживало 275 человек. Это старейший город Северной Каролины, основан в 1705 году. Первая столица колониальной Северной Каролины, хотя в то время колония ещё не имела постоянного представительства (оно появилось позже с переездом столицы в Нью-Берн). Город был одним из мест, часто посещаемых знаменитым пиратом Чёрная Борода.

Церковь Св.Томаса (1734). Старейшая церковь Северной Каролины.

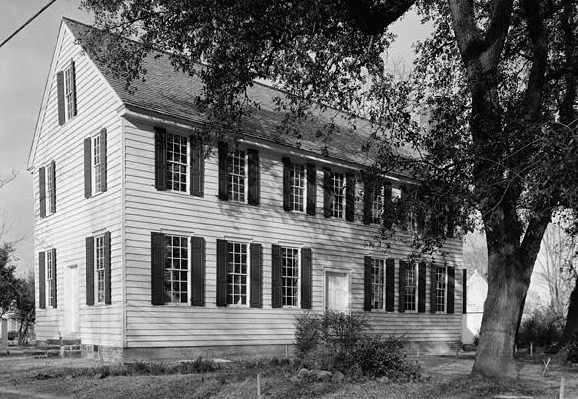
Исторический дом Палмер-Марша (1744).